# シャルマン火打スキー場

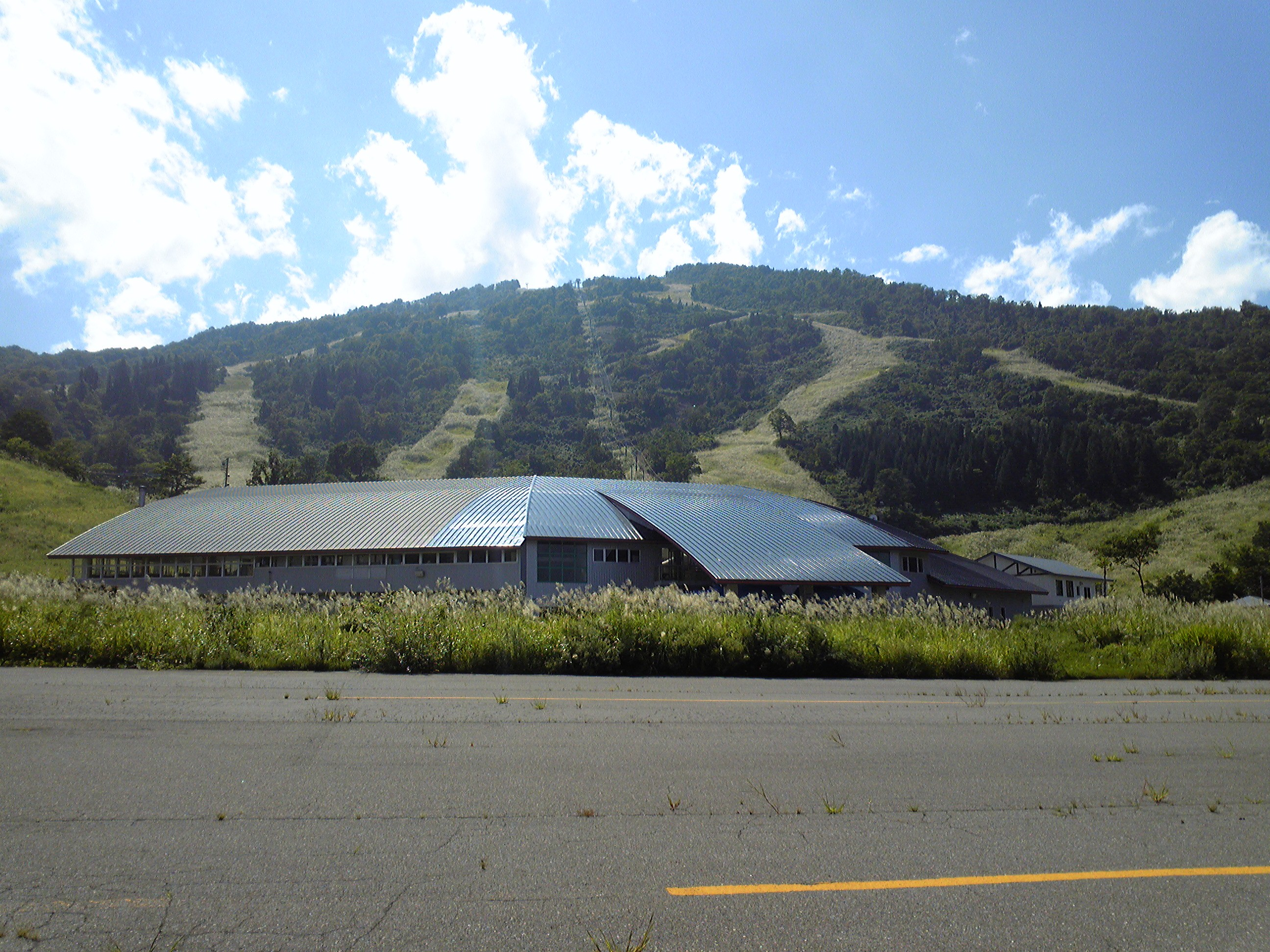
夏季

シャルマン火打スキー場（シャルマンひうちスキーじょう）は、新潟県糸魚川市にあるスキー場である。火打山麓振興株式会社が運営する。

## 特色
若者流出、過疎化対策として能生町（当時）運営のスキー場の計画が1992年から検討され始め、1993年から1997年にかけて「火打山麓スカイパーク整備事業」として用地買収・工事が進められた。1998年4月に運営会社の第3セクター「火打山麓振興株式会社」が設立され、同年12月にオープン。
日本海から近いが、妙高エリアから山を隔てた逆側にあるため日が当たりにくく、豊富な積雪量を有する。そのため5月上旬まで滑走可能。また日本海側沿岸のスキー場では珍しくパウダースノーを味わうことができる。
スキー場内は、危険区域を除くすべての敷地を滑走可能としているため、非圧雪エリアが多く、コースパターンは30を超える。
上記の特色あるゲレンデと営業方針のため、大都市圏からは遠いが、パウダースノーを求めてやってくる人も多い。実質一本のクワッドリフトのみである。

## コース
山頂から、すべてのコースにアクセスできる効率的なゲレンデ形状となっている。
圧雪コース
| コース名   | 滑走距離 | 最大斜度 | 平均斜面 | レベル |
| スノーマン | 1,256m   | 37度     | 21度     | 中上級 |
| メール     | 1,260m   | 29度     | 15度     | 中上級 |
| レーズン   | 520m     | 36度     | 18度     | 中級   |
| ヴォレー   | 1,623m   | 24度     | 8度      | 初級   |
| エビアン   | 490m     | 20度     | 11度     | 初級   |

非圧雪コース・エリア
| コース名             | 滑走距離 | 最大斜度 | 平均斜面 | レベル |
| 飛山                 | 1,101m   | 26度     |          | 中上級 |
| サージ               | 276m     | 22度     |          | 中上級 |
| 折谷                 | 416m     | 34度     |          | 上級   |
| クール               | 296m     | 29度     | 21度     | 中級   |
| プリンセス           | 780m     | 32度     | 21度     | 中上級 |
| プリンセスボウル     | 276m     | 24度     |          | 上級   |
| ハイトライヴ         | 583m     | 27度     |          | 中級   |
| ジャクソン           | 359m     | 33度     |          | 上級   |
| 禅                   | 278m     | 21度     |          | 中級   |
| 条件付オープンエリア |          |          |          | 上級   |

## 索道
| 索道名      | 距離   | 標高差 | 毎時輸送力 |
| 第1クワッド | 1,400m | 500m   | 2,400人    |
| 第2ペア     | 600m   | 200m   | 1,200人    |
| 第3ペア     | 1,000m | 300m   | 1,200人    |

- すべてのリフトでボード乗車可能。
- 第1クワッドはフード付き。

## 施設
- レストラン

センターハウス内に2軒（内１軒は土日祝限定営業）、山頂に1軒ある。
- レンタルショップ

センターハウス内にあり、通常のスキー・ボード以外にも、スノースクート・山スキー・ビーコン・ショベルなどの深雪を楽しむ道具のレンタルも行っている。
- スクール

スキー・スノーボードの他、バックカントリーやオフピステの講習も行っている。
- 駐車場

1,000台、無料、ゲートオープン7時～18時。
※一晩での積雪量が多いため、18時〜7時の間は、国道8号線沿いにある道の駅 マリンドリーム能生にて待機することにしている。

## その他
積雪量が多いため、技術が伴わずコース外に立ち入ると遭難の危険がある。過去に遭難事故も起こっている。2012年2月12日には、遭難が2組3人あり、うち1組2人は翌日救助されたが、自衛隊などの捜索にもかかわらず、1人は発見されなかった（雪崩の危険があるため、捜索は打ち切られた）。その後、3月15日に県警ヘリが見つかっていなかった1人の遺体をスキー場東500ｍの能生川で発見した。

## 交通
- 北陸自動車道能生ICから車で約30分（一般県道西飛山能生線経由）。
- 営業期間中は、土日祝日に限りえちごトキめき鉄道能生駅からの路線バスに接続するシャトルバスが運行される[3]。

## 周辺
- 柵口温泉：スキー場から車で約15分